# Элистанжи (река)
Элистанжи — река в России, протекает по Веденскому району Чеченской Республики. Левый приток реки Хулхулау.

## География
Река Элистанжи образуется слиянием рек Дзиуах (левая составляющая) и Кокичуах (правая составляющая). Течёт на север мимо села Элистанжи. Устье реки находится у села Ца-Ведено в 34 км по левому берегу реки Хулхулау. Длина реки составляет 15 км, площадь водосборного бассейна — 224 км².
В 0,7 км от устья, по левому берегу реки впадает река Аржи-Ахк.

## Данные водного реестра
По данным государственного водного реестра России относится к Западно-Каспийскому бассейновому округу, водохозяйственный участок реки — Сунжа от впадения реки Аргун и до устья. Речной бассейн реки — Реки бассейна Каспийского моря междуречья Терека и Волги.
Код объекта в государственном водном реестре — 07020001312108200006364.